# 經濟物質主義
經濟物質主義是一種推崇物质财富的價值觀。秉持此類價值觀的人可能會认为社會地位是由富裕程度决定的，他們相信物質和财产可以提供幸福。使用經濟物質主義一词来描述一个人或一个社会時往往具有负面以及批判的含义，甚至這種價值觀會被称为贪婪。环境保护主义可以被认为是與經濟物質主義截然相反的價值觀。